# Mistrzostwa Świata Par na Żużlu 1982
Mistrzostwa Świata Par 1982 – trzynasta edycja w historii na żużlu. Wygrała para amerykańska – Dennis Sigalos i Bobby Schwartz.

## Półfinały

### Pierwszy półfinał
- 5 czerwca 1982 r. (sobota),  Vojens
- Awans: 3

| Miejsce | Kraje         | Suma | Zawodnicy                             | Pkt.  | Pkt bieg. |
| ------- | ------------- | ---- | ------------------------------------- | ----- | --------- |
| 1       | Dania         | 28   | Ole Olsen Erik Gundersen              | 16 12 | b.d       |
| 2       | Nowa Zelandia | 24   | Ivan Mauger Larry Ross                | 16 8  | b.d       |
| 3       | Finlandia     | 23   | Kai Niemi Ari Koponen                 | 15 8  | b.d       |
| 4       | Szwecja       | 21   | Jan Andersson Tommy Nilsson           | 13 8  | b.d       |
| 5       | RFN           | 11   | Egon Müller Georg Gilgenreiner        | 9 2   | b.d       |
| 6       | Włochy        | 11   | Francesco Biginato Armando Dal Chiele | 7 4   | b.d       |
| 7       | Bułgaria      | 8    | Nikołaj Manew Weselin Markow          | 6 2   | b.d       |

### Drugi półfinał
- 5 czerwca 1982 r. (sobota),  Praga
- Awans: 3

| Miejsce | Kraje             | Suma | Zawodnicy                    | Pkt.  | Pkt bieg. |
| ------- | ----------------- | ---- | ---------------------------- | ----- | --------- |
| 1       | Anglia            | 29   | Kenny Carter Peter Collins   | 16 13 | b.d       |
| 2       | Stany Zjednoczone | 26   | Dennis Sigalos Bruce Penhall | 15 11 | b.d       |
| 3       | Czechosłowacja    | 22   | Aleš Dryml Petr Ondrašík     | 14 8  | b.d       |
| 4       | Węgry             | 14   | Zoltán Adorján Zoltán Hajdu  | 10 4  | b.d       |
| 5       | Polska            | 12   | Edward Jancarz Zenon Plech   | 11 1  | b.d       |
| 6       | Norwegia          | 12   | Dag Haaland Roy Otto         | 6     | b.d       |
| 7       | Holandia          | 11   | Henny Kroeze Rudi Muts       | 9 2   | b.d       |

## Finał
- 11 grudnia 1982 r. (sobota),  Liverpool

| Miejsce | Kraje             | Suma | Zawodnicy                     | Pkt.  | Pkt bieg.                   |
| ------- | ----------------- | ---- | ----------------------------- | ----- | --------------------------- |
| 1       | Stany Zjednoczone | 30   | Dennis Sigalos Bobby Schwartz | 18 12 | (3,3,3,3,3,3) (2,2,2,2,2,2) |
| 2       | Anglia            | 22   | Peter Collins Kenny Carter    | 15 7  | b.d                         |
| 3       | Dania             | 21   | Hans Nielsen Ole Olsen        | 11 10 | b.d                         |
| 4       | Australia         | 16   | Billy Sanders Gary Guglielmi  | 11 5  | b.d                         |
| 5       | Finlandia         | 16   | Kai Niemi Ari Koponen         | 12 4  | b.d                         |
| 6       | Nowa Zelandia     | 13   | Mitch Shirra Larry Ross       | 8 5   | b.d                         |
| 7       | Czechosłowacja    | 8    | Jiří Štancl Aleš Dryml        | 5 3   | b.d                         |